# Didymoplexis
Didymoplexis é um género botânico pertencente à família das orquídeas (Orchidaceae).